# Олуја на улици
„Олуја на улици” је југословенски ТВ филм из 1965. године. Режирао га је Иван Хетрих а сценарио је написао Реџиналд Роуз.

## Улоге
| Глумац           | Улога |
| ---------------- | ----- |
| Павле Богдановић |       |
| Ета Бортолаци    |       |
| Ивка Дабетић     |       |
| Јурица Дијаковић |       |
| Вања Драх        |       |
| Божена Краљева   |       |
| Нева Росић       |       |